# Августа Ройс Еберсдорф
Августа Каролина София Ройс цу Еберсдорф (на немски: Auguste Caroline Sophie Reuß zu Ebersdorf; * 9 януари 1757, Еберсдорф; † 16 ноември 1831, Кобург) от младарата линия на фамилията Ройс, е графиня от Ройс-Еберсдорф и чрез женитба херцогиня на Саксония-Кобург-Заалфелд (1800 – 1806). Тя е майка на белгийския крал Леополд I и баба по майчина линия на британската кралица Виктория и по бащина линия на нейния съпруг принц Алберт.

## Биография
Тя е дъщеря на граф Хайнрих XXIV фон Ройс-Еберсдорф (1724 – 1779) от род Дом Ройс и съпругата му графиня Каролина Ернестина фон Ербах-Шьонберг (1727 – 1796), дъщеря на граф Георг Август фон Ербах-Шьонберг (1691 – 1758) и графиня Фердинанда Хенриета фон Щолберг-Гедерн (1699 –1750)..
Августа Ройс се омъжва на 13 юни 1777 г. в Еберсдорф за наследствения принц и по-късен херцог Франц фон Саксония-Кобург-Заалфелд (1750 – 1806). Тя е втората му съпруга. През 1800 г. той последва баща си херцог Ернст Фридрих (1724 – 1800) като херцог на Саксония-Кобург-Заалфелд.
Тя умира на 16 ноември 1831 г. на 74 години в Кобург. Погребана е в мавзолея в дворцовата градина в Кобург, който нейният син Ернст I построява през 1817 г. за родителите си. Там е погребан и нейният съпруг Франц, който умира през 1806 г.

## Деца
Августа и Франц имат десет деца:
- София (1778 – 1835)

∞ 1804 Емануел фон Менсдорф-Пуили, от 1818 граф (1777 – 1852)
- Антоанета (1779 – 1824)

∞ 1798 принц Александер фон Вюртемберг (1771 – 1833)
- Юлияна (1781 – 1860), „Анна Фьодоровна“

∞ 1796 (разв. 1820) велик княз Константин Павлович (1779 – 1831)
- Ернст I (1784 – 1844), баща на принц Алберт
- Фердинанд (1785 – 1851)
- Виктория (1786 – 1861)

∞ 1. 1803 княз Емих-Карл от Лайнинген (1763 – 1814)
∞ 2. 1818 Едуард Огъстъс, херцог на Кент (1767 – 1820), майка на кралица Виктория
- Марияна Шарлота (1788 – 1794)
- Леополд I (1790 – 1865), от 1831 крал на белгийците
- Максимилиан (1792 – 1793)

## Галерия
- Графиня Августа Ройс-Еберсдорф, по-късна херцогиня на Саксония-Кобург-Заалфелд
- Графиня Августа Ройс-Еберсдорф, по-късна херцогиня на Саксония-Кобург-Заалфелд
- Мавзолей в дворцовата градина в Кобург